# Anna Valdsoo
Anna Valdsoo, född 7 april 1971, bosatt i Stockholm, Sverige är en svensk tidigare programledare i TV men sedan 2004 legitimerad sjuksköterska.
Hon är känd bland annat för att ha varit en av de första programledarna på TV-kanalen ZTV, där hon ledde TV-spelsprogrammet Funhouse, modeprogremmet Humlan och Sommar-TV från Gröna Lund under första halvan av 1990-talet. Hon fick jobbet som programledare i samband med att hon hjälpte till att göra en reklamfilm för ZTV. Hon ledde även Funhouse Live på TV3. Efter tre år på ZTV och TV3 gick hon 1996 över till SVT där hon var programledare i Nöjesrevyn. Hon jobbade även ett tag på SVT Växjö 1996.
1995 deltog Valdsoo i ett avsnitt av Fångarna på fortet tillsammans med Niklas Hjulström, Ardis Fagerholm, Pugh Rogefeldt och E-Type.
Valdsoos föräldrar kom från Estland, men själv växte hon upp i Sverige. I sin ungdom fäktade hon för Stockholms allmänna fäktförening.